# Opposition
 For alternative betydninger, se Opposition (flertydig). (Se også artikler, som begynder med Opposition)
Opposition er et eller flere politiske partier eller en anden form for organiseret gruppe, der er modstander af en regering, parti eller gruppe, som har den politisk styrende kontrol af et område, amt, stat, nation eller land.